# 田原總一朗
田原總一朗（1934年4月15日—）是日本記者、評論家、新聞主播，滋賀縣彥根市出身。原東京12頻道（現東京電視台）監督、電影導演。是日本最具影響力的政治新聞評論家之一。

## 個人簡歷
田原少年時正值戰爭時期，他希望考入海軍兵學校，但是日本投降的現實使他夢想破滅。滋賀縣立彥根東高等學校畢業後，進入日本交通公社（現JTB）工作。1年後入讀早稻田大學第二文學部（夜間學部），由於難以兼顧工作和學業，中途退學。後來再次入讀早稻田大學第一文學部史學科，1960年畢業。大學時期的他曾經想過做小說家，但是同時代的石原慎太郎、大江健三郎等才華橫溢的青年作家的出現使他卻步。大學畢業後他進入岩波映畫製作所擔任攝影師助手。
1964年，進入剛剛開播的東京12頻道（現東京電視台）工作，從事電視製作的工作，開始進入媒體界。當時他製作的電視節目具有明顯的頹廢和嬉皮士色彩，受到外界的注目。
1977年，他自東京12頻道離職，之後以自由契約的身分成為新聞評論家，涉及政治、社會生活、經濟、科學技術等諸多方面，尤其是在《討論到天亮》（1987年開始）和《SUNDAY PROJECT》（1989年開始）上的主持，使他成為家喻戶曉的評論家，擁有其他同行難以匹敵的公信力和地位。
1993年非自民·非共產連立政權成立後，田原成為細川內閣的堅定盟友，為脆弱的連立政權的維持提供了許多宣傳上的幫助。
田原的政治主張屬於偏左派，尤其堅決譴責日本二戰時的侵略行為，反對國家主義和共產主義，是民主價值的堅定捍衛者。他的節目最大的特點是逼迫政治家說出真心話，使許多政治家對他的節目又愛又恨，就是因為他的節目的高收視率，所以不得不接受邀請借機宣傳自己。1993年的宮澤喜一、1998年的橋本龍太郎、2004年的菅直人都是因為在他的節目上失言而引起掀然大波。

## 外部連結
- 田原總一朗　官方網站 （页面存档备份，存于） （日語）
- 田原總一朗　官方博客 （页面存档备份，存于） （日語）
- 田原總一朗的X（前Twitter） （日語）